# Pyrocephalus obscurus
El mosquero cardenal, saca-tu-real o turtupilín (Pyrocephalus obscurus), es una de las especies de aves paseriformes en que está compuesto el género Pyrocephalus, perteneciente a la familia de los tiránidos. Este pájaro habita en espacios abiertos de México, América Central y del Sur. 

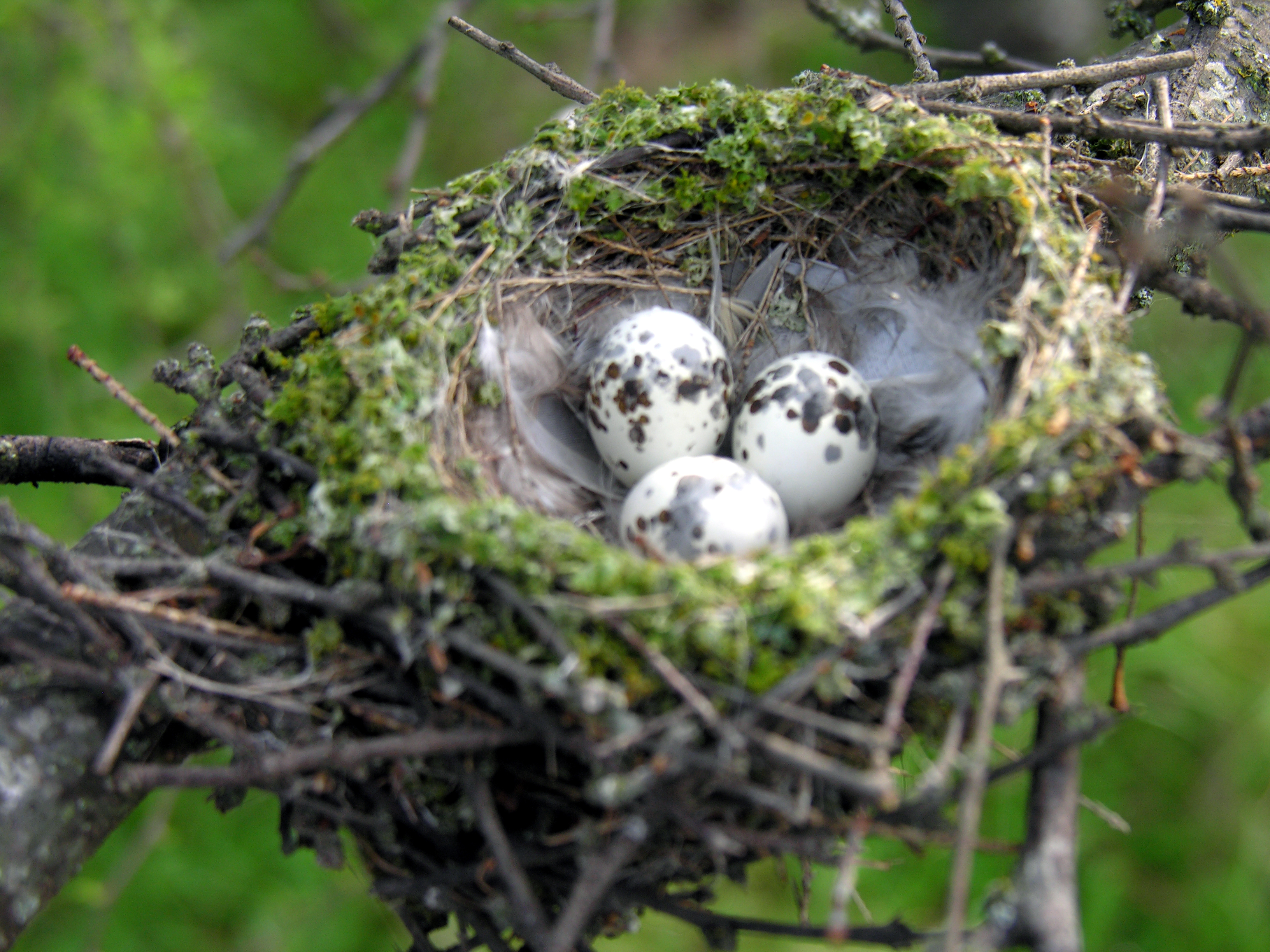
Un nido con 3 huevos de Pyrocephalus obscurus mexicanus.

## Taxonomía
Descripción original
Esta especie fue descrita originalmente en el año 1839 por el naturalista y ornitólogo inglés John Gould, con el mismo nombre científico; la localidad tipo es «Lima, Perú».
Etimología
Etimológicamente, el término genérico Pyrocephalus se construye con palabras del idioma griego, en donde: pyr, pyros significa ‘fuego’ y kephalé es ‘cabeza’, haciendo así alusión al color de la corona en el macho. El epíteto específico obscurus viene del latín obscurus, que significa ‘oscuro’, ‘sombrío’, ‘indistinto’ o ‘ininteligible’.

### Historia taxonómica y relaciones filogenéticas

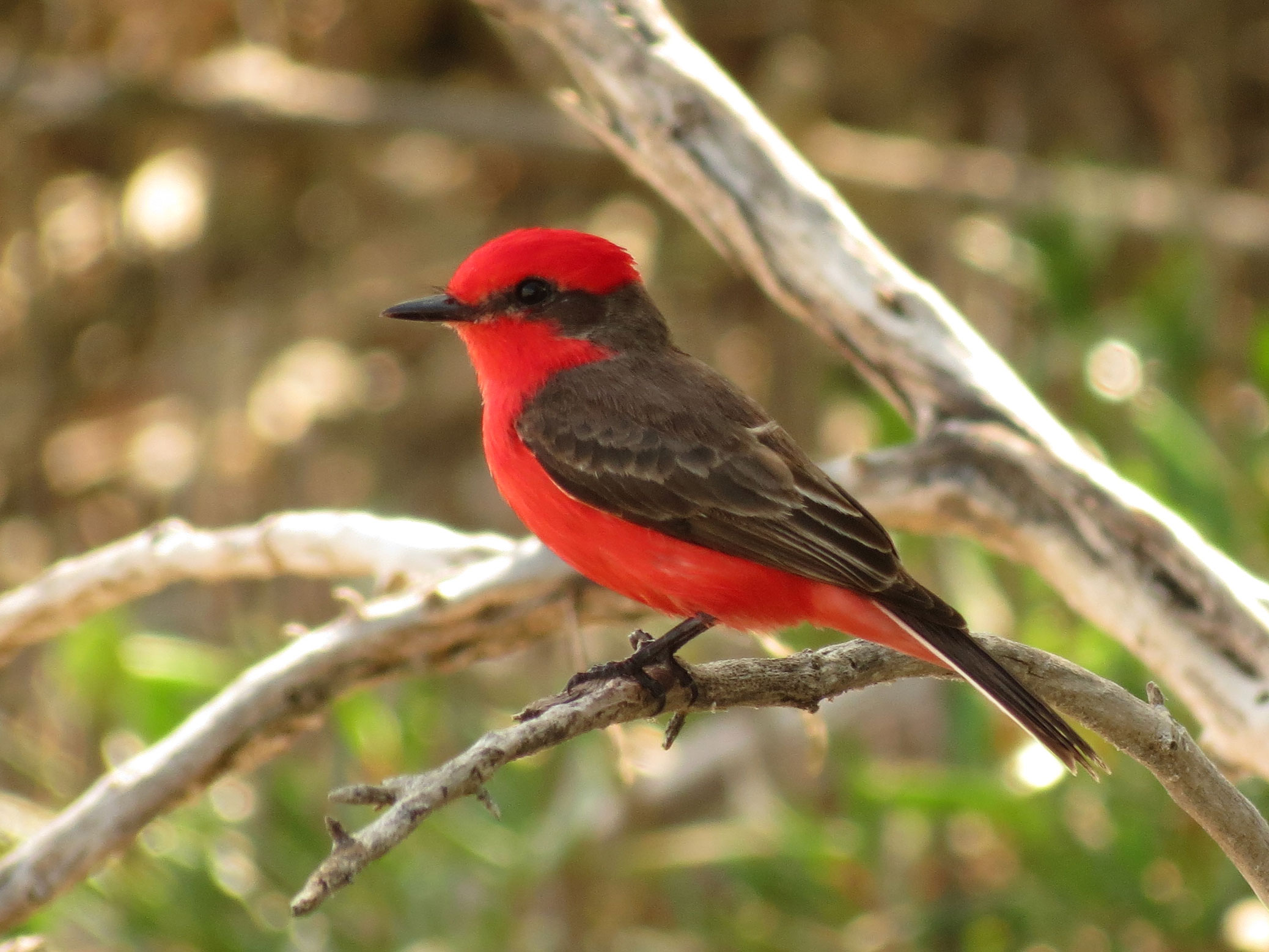
Un ejemplar macho de Pyrocephalus obscurus blatteus en la reserva de la biosfera Celestún, Yucatán, México.

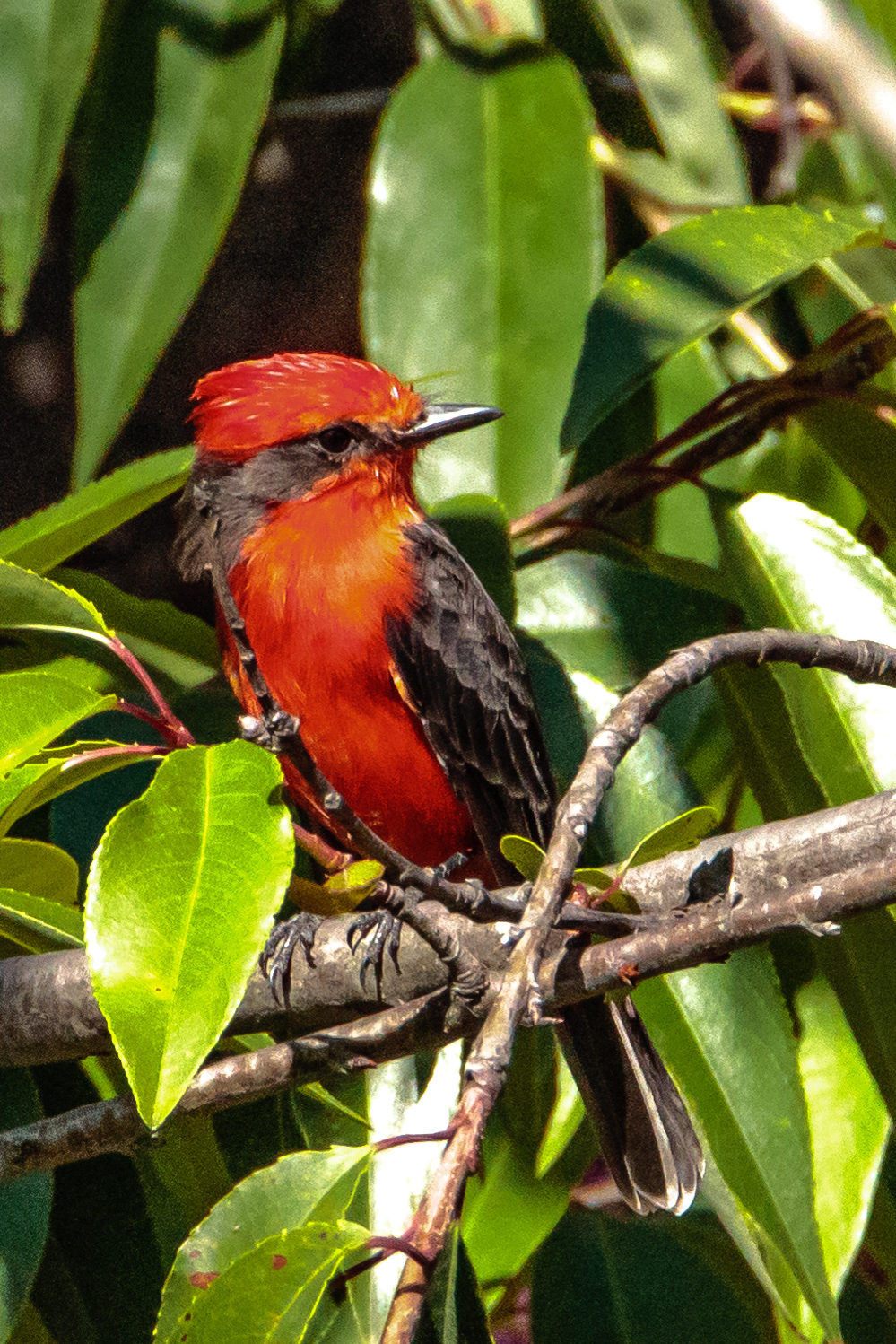
Un ejemplar macho de Pyrocephalus obscurus piurae en Quito, Ecuador.

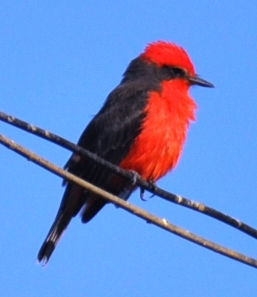
Un ejemplar macho de Pyrocephalus obscurus cocachacrae en el norte de Chile.

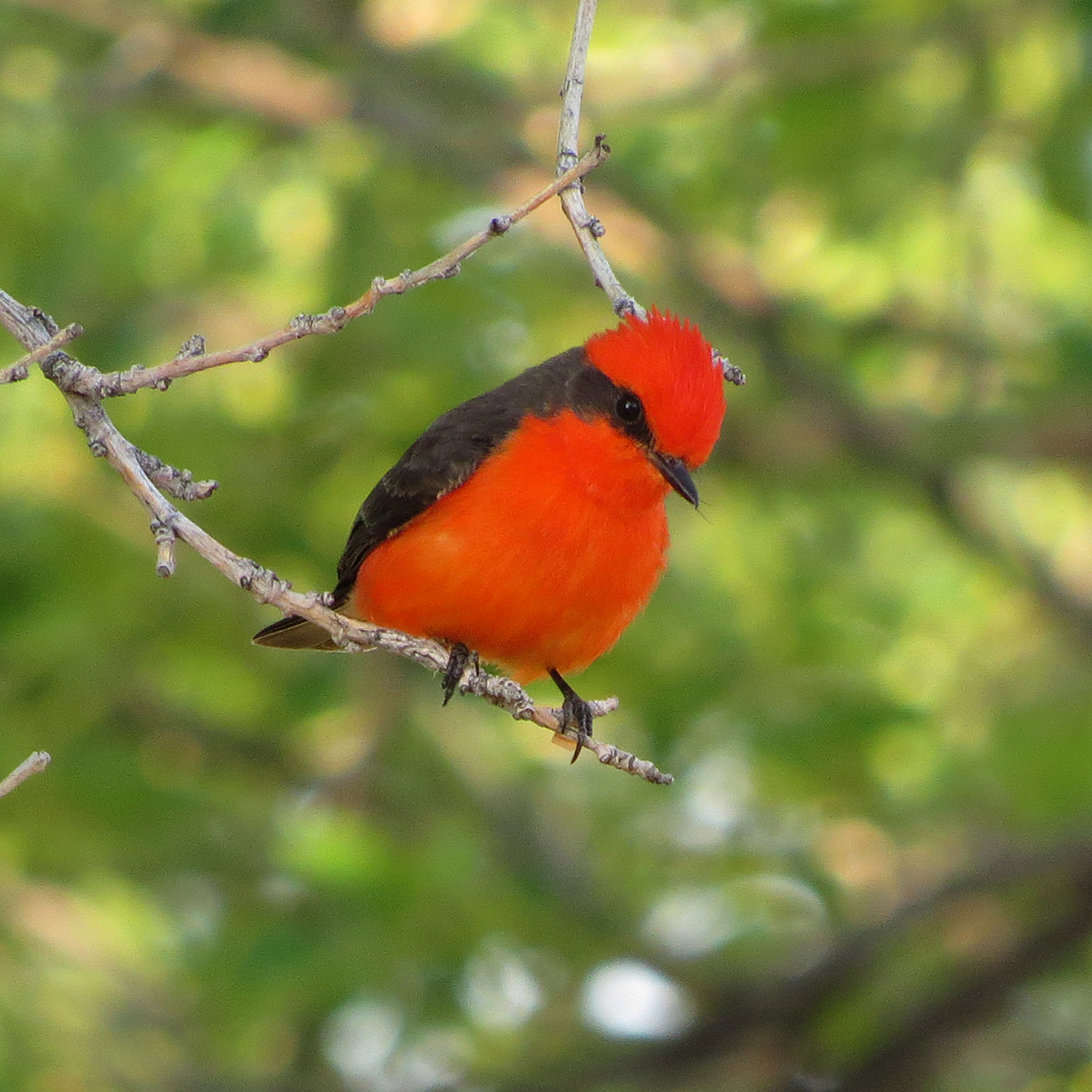
Un ejemplar macho de Pyrocephalus obscurus mexicanus en Río Grande, Texas.

Tradicionalmente, todas sus subespecies se incluían, junto con otras, en Pyrocephalus rubinus. Estudios de sus vocalizaciones detectaron importantes diferencias entre las distintas poblaciones. En el año 1964, Paul De Benedictis documentó las características, tanto del tipo de canto como de los vuelos nupciales, entre los Pyrocephalus que habitan el sudoeste de Estados Unidos respecto a los de la isla Santa Cruz de las Galápagos, encontrándolos radicalmente diferentes.
En el año 2016 Ore Carmi, Christopher C. Witt, Álvaro Jaramillo y John P. Dumbacher publicaron sus estudios genéticos sobre Pyrocephalus, en los cuales utilizaron genes mitocondriales (ND2, citocromo b) y loci nucleares (intrones ODC 6 a 7, FGB intrón 5). El resultado obtenido demostró que debían ser separadas, tanto de la subespecie típica de P. rubinus (que nidifica en el Cono Sur de Sudamérica) como de las formas que habitan en las islas Galápagos, agrupando todas las subespecies en una especie independiente, la cual lleva el nombre de la subespecie más antigua. Este tratamiento fue adoptado en la clasificación del Congreso Ornitológico Internacional (IOC). En abril de 2019, en la Propuesta n.º 818 al Comité de Clasificación de Sudamérica (SACC), se recomendó que Pyrocephalus obscurus sea elevada al nivel de especie.
Los machos de Pyrocephalus obscurus responden a las reproducciones de cantos de machos de cualquier parte del continente, exceptuando las reproducciones de cantos de machos obtenidas en el área reproductiva argentino - uruguaya de Pyrocephalus rubinus (es decir, que pertenecen al taxón típico) las que son ignoradas.

### Subespecies
Pyrocephalus obscurus es una especie politípica, ya que le son reconocidas varias subespecies, sin embargo, la validez de algunas fue puesta en duda.
- Pyrocephalus obscurus flammeus, descrita por el ornitólogo estadounidense Adriaan Joseph van Rossem en 1934,[12] vive en el sudoeste de Estados Unidos (por el este hasta el occidente de Texas) y en la mitad occidental de México. En invierno, las poblaciones norteñas migran a la zona austral de la zona de reproducción y llegan hasta América Central.
- Pyrocephalus obscurus mexicanus, descrita por Philip Lutley Sclater en 1859,[13] habita en el sur de Estados Unidos (en el sudeste de Texas) y en el nordeste, centro y centro-sur de México. Este taxón se intergrada con la anterior en una muy amplia zona de contacto, por lo que se ha hipotetizado que ambas podrían ser un cline de una única entidad.[8]
- Pyrocephalus obscurus blatteus, descrita por Outram Bangs en 1911,[14] habita en México al oriente del istmo de Tehuantepec, incluyendo toda la península de Yucatán, también en Belice y el norte y oeste de Guatemala.
- Pyrocephalus obscurus pinicola, descrita por Thomas Raymond Howell en 1965,[15] vive en sabanas con pinos en el extremo oriente de Honduras y en el nordeste de Nicaragua.
- Pyrocephalus obscurus saturatus, descrita por Hans von Berlepsch y Ernst Hartert en 1902 con un ejemplar de Altagracia, río Orinoco, Venezuela.[16] Habita en el extremo norte de Colombia, oeste y norte de Venezuela, Guyana y el extremo norte de Brasil.
- Pyrocephalus obscurus piurae, descrita por John Todd Zimmer en 1941,[17] vive en el sudoeste de Colombia, el centro y occidente de Ecuador y en una franja costera del noroeste del Perú.
- Pyrocephalus obscurus ardens, descrita por John Todd Zimmer en 1941,[17] vive en el valle del río Marañón, en el noroeste del Perú, alejada de la costa marítima, en el extremo oriental del departamento de Piura y en los departamentos de Cajamarca y Amazonas.

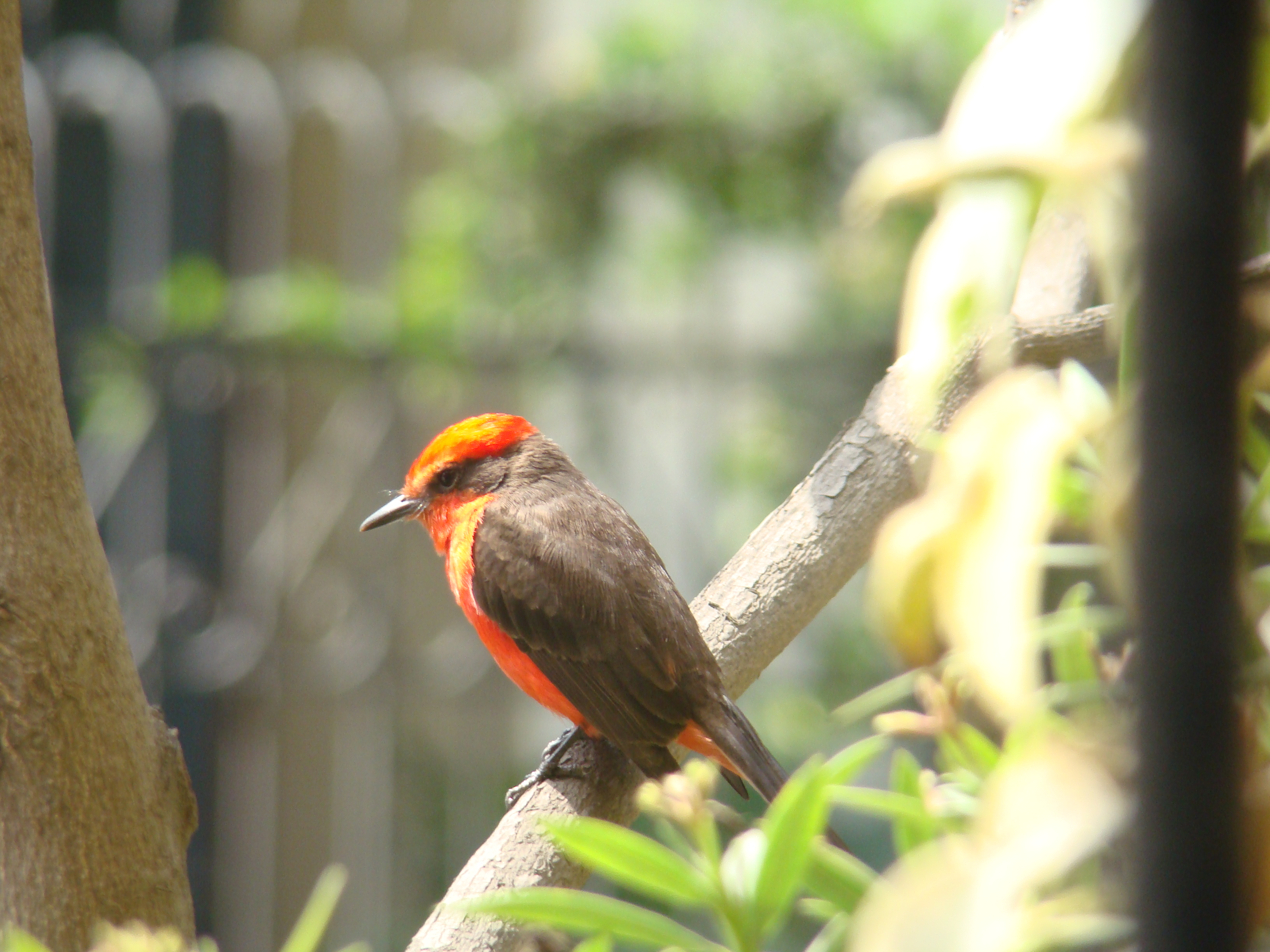
Macho de Pyrocephalus obscurus obscurus en Lima

- Macho de Pyrocephalus obscurus obscurus en LimaPyrocephalus obscurus obscurus, descrita por John Gould en 1839, vive en el departamento de Lima, en el área costera del centro-oeste del Perú.[1]
- Pyrocephalus rubinus major, descrita por August von Pelzeln en 1868, viviría en el sudeste del Perú, en los departamentos del Cuzco (Huiro, Cosnipata, valle del río Urubamba) y de Puno (Chaquimayo, siera de Carabaya). Esta es la subespecie de validez más discutida.[18]	 * Pyrocephalus obscurus cocachacrae, descrita por John Todd Zimmer en 1941,[17] vive en el sudoeste del Perú y el extremo norte de Chile.[19]

## Distribución y hábitat
Se encuentra en hábitats muy variados, prefiriendo los de ambientes abiertos con arbustos o árboles dispersos. Se distribuye desde Estados Unidos, pasando por México, Guatemala, Belice, Honduras, Nicaragua, Panamá (solo como vagante), Aruba, Guyana, Brasil,  Venezuela, Colombia, Ecuador, Perú y el extremo norte de Chile (Tacna, Chacalluta).

## Comportamiento

### Alimentación
El mosquetero cardenal se alimenta en su mayoría de insectos, como moscas, grillos y escarabajos. Estos son usualmente cazados en medio de aire, después de un corto vuelo de salida desde una percha. Son oportunistas a la hora de alimentarse y se les ha observado comiendo peces pequeños.

### Crianza
El nido del mosquetero cardenal es como una taza pequeña hecha de pequeñas ramas y materiales suaves, forrados con pelo, el borde del nido generalmente esta cubierto por liquen. Típicamente está localizado a 6 pies (1.8m) sobre el suelo, el nido esta colocado en la parte horizontal de una rama del árbol. Ellos ponen de dos a cuatro (aunque tres es el número más usual) de huevos blanquecinos en un nido hecho de ramitas, tallos y raíces alineados con pelo.
Los huevos son incubados por alrededor de dos semanas por la hembra y los juveniles están listos para dejar el nido después de 15 días desde que eclosiono su huevo. Ambos padres alimentan a las crías, aunque el macho suele cuidar a los novatos mientras que la hembra construye un nido adicional. Usualmente tienen dos camadas por año.
El mosquetero cardenal ocasionalmente sufre de parasitismo de nido por el tordo cabecicafé.

## Estatus
Por su enorme rango y considerable población, su rango se estima entre 5,000,000 y 50,000,000 individuos. El mosquetero cardenal esta catalogado como una de las especies de menos preocupación por Unión Internacional para la conservación de la naturaleza, a pesar de que en general sus datos demuestran que su población esta descendiendo.